# Космически уестърн
Космическият уестърн е поджанр на научната фантастика, който използва темите и тропите на уестърните в рамките на научнофантастични истории в космоса.
Космическите уестърни понякога се преплитат с космическа опера и военна фантастика. Обикновено се поставят в тематиката на поджанра космическата война в научната фантастика.
Игри като StarCraft, The Outer Worlds, и Borderlands популяризират жанра на космическия уестърн.